# Plusiodonta compressipalpis
Plusiodonta compressipalpis là một loài bướm đêm thuộc họ Noctuidae. Nó được tìm thấy ở Minnesota, extreme miền nam Canada và Connecticut, phía nam đến miền bắc Florida và Texas.
Sải cánh dài 25–33 mm. Con trưởng thành bay từ tháng 5 đến tháng 9. There are two generations over much of east.
Ấu trùng ăn các loài Menispermum và snailseed vines.